# Erannis ellipsaria
Erannis ellipsaria är en fjärilsart som beskrevs av Scholz 1947. Erannis ellipsaria ingår i släktet Erannis och familjen mätare. Inga underarter finns listade i Catalogue of Life.